# It's All About You
„It's All About You” (en.: Totul se referă la tine) este o melodie interpretată în limba engleză de cântăreața albaneză Juliana Pasha, compusă de Ardit Gjebrea și Pirro Çako, și a reprezentat Albania la Concursul Muzical Eurovision 2010, care se va ține în Bærum, Norvegia. Varianta în albaneză, „Nuk mundem pa ty” (alb.: Nu pot fără tine), a câștigat Festivali i Këngës 48 în decembrie 2009.